# 左璋
左璋（1460年—？），字廷貴，江西撫州府臨川縣人，明朝政治人物。

## 生平
江西鄉試第十三名，弘治三年（1490年）庚戌科進士。官至大理寺評事。

## 家族
曾祖左允明；祖父左碧溪；父左信厚，母胡氏。重庆下。